# 外木山
外木山，舊名及臺語名木山澳，又名協和庄，是臺灣基隆市中山區的一個地名，位於該區北部臨海處。臺灣地質的「木山層」以此地命名。廣義上，還包括從外木山漁港至大武崙漁港、橫跨中山及安樂兩區的外木山海岸，全長約5公里，是基隆市目前最長的自然海岸，同時為北海岸旅遊景點之一，2014年起納入北觀國家風景區範圍。

## 歷史
清治末期，外木山地區為一街庄，稱為「外木山庄」，隸屬於基隆堡。該庄北面瀕臨東海，東與仙洞庄為鄰，南邊為牛稠港庄，西邊為內木山庄、大竿林庄。
日治時期，外木山庄在1901年（明治三十四年）11月隸屬於基隆廳，編入第二區。1905年（明治三十八年）7月，第一區、第二區合併為「基隆區」。1920年（大正九年），該庄改制為「外木山」大字，隸屬於臺北州基隆郡基隆街。1924年10月，基隆街升格為州轄之基隆市。1931年基隆市實施「町名改正」，本地區維持大字。
戰後，基隆市改制為省轄市，本地區編入第五區，外木山大字改制為里，取名為「協和里」。1946年，第五區改稱中山區，本地區仍屬之。1952年，協和里部分地區劃出成立北肥里，1973年更名為文化里，維持至今。

## 交通
外木山有兩條聯外的市區道路，分別為通往環港區域的中華路、以及通往內木山的文化路；兩條道路均可通往基隆市中心。此外，協和街為外木山漁港附近區域的主要街道。
沿海岸線地帶築有連接外木山漁港與大武崙漁港的「安中產業道路」，後闢建為景觀道路，並命名為「文明路」；2007年起配合基隆市政府的「情人湖濱海大道」環狀觀光廊帶規劃，文明路大部分路段更名為「湖海路」。湖海路西端可連接省道台2線，向南通往大武崙、向北通往新北市的萬里與金山。
省道台2已線又稱「基隆港西岸聯外道路」，有經過外木山地區中南部，但在境內並未設交流道，較近者為西鄰之內木山地區的德安路交流道，配置南向出入匝道。台2已線南端透過基金交流道直接銜接國道3號，可通往臺北市中心及臺灣西部各地；但基金交流道沒有南向出口，因此無法由此轉接省道台2線本線。

## 設施

### 學校
- 基隆市立中山高級中學
- 基隆市中山區德和國民小學

### 工廠
- 臺灣肥料公司基隆廠（位處外木山庄及牛稠港庄交界）

### 基礎設施
- 外木山漁港（協和庄漁港）
- 協和發電廠基隆廠（位處外木山庄及仙洞庄交界）

## 外部連結
- 微笑台灣：情人湖 外木山 悠悠一日 （页面存档备份，存于）